# Обри Аддамс
Обри Аддамс (англ. Aubrey Addams; род. 25 мая 1987, Уэстфилд) — американская порноактриса.

## Биография и карьера
В школе Обри была чирлидером и членом команды по плаванию, а также играла в драмкружке. После окончания средней школы, она некоторое время училась в Технологическом институте моды в Нью-Йорке, но бросила его.
Дебютировала в порноиндустрии в 2005 году. С 2006 по 2016 год снялась в 374 порнофильмах, среди которых последний фильм режиссёра Залмана Кинга «Наслаждение или боль» (2013). Сотрудничала в компаниями Brazzers, Hustler и другими. Также снималась в непорнографических фильмах, среди которых триллер «Моя поездка назад к тёмной стороне» (2014) и 2 эпизода сериала «Тайны и секреты личной жизни студентов» (2008).

## Награды и номинации
| Год  | Награда          | Категория                         | Работа                                      | Результат |
| ---- | ---------------- | --------------------------------- | ------------------------------------------- | --------- |
| 2007 | XRCO Award       | Кремовая мечта                    |                                             | Номинация |
| 2007 | XRCO Award       | Новая старлетка                   |                                             | Номинация |
| 2007 | F.A.M.E. Awards  | Лучшая дебютантка                 |                                             | Номинация |
| 2007 | NightMoves Award | Лучшая новая старлетка            |                                             | Номинация |
| 2008 | AVN Awards       | Лучшая сцена триолизма            | Fresh Meat 23: Little Titties & Tight Asses | Номинация |
| 2008 | AVN Awards       | Лучшая парная сцена — видео       | Ass Worship 10                              | Номинация |
| 2009 | AVN Awards       | Лучшая лесбийская групповая сцена | Girlvana 4                                  | Номинация |
| 2012 | AVN Awards       | Unsung Starlet of the Year        |                                             | Номинация |
| 2015 | AVN Awards       | Лучшая групповая сцена            | Aftermath                                   | Номинация |